# Natalia Razumovsky
Natalia Razumovsky (27. říjen 1972 v Madridu) pochází z významného ukrajinského rodu hrabat a knížat Razumovských.

## Život
Po roce 1945 ztratila její rodina majetky na Moravě a odešla do Vídně. Její otec pracoval ve farmaceutickém průmyslu. Natalia Razumovská navštěvovala státní školy, maturovala v roce 1990 ve Vídni. Diplomovou práci z ekonomie napsala v Buenos Aires. Poté pracovala čtyři roky v oboru IT v Berlíně. Odešla do Jižní Afriky a zde napsala magisterkou práci ze zoologie v Pretoii. Zde se seznámila se svým manželem Michaelem Schickerem, který pracoval pro firmu Siemens. Od roku 2010 pracuje Natalia Razumovsky pro World Wide Fund For Nature (WWF) v Rakousku.